# Strossmayeria jamaicensis
Strossmayeria jamaicensis är en svampart som först beskrevs av Seaver, och fick sitt nu gällande namn av Iturr. & Korf 1990. Strossmayeria jamaicensis ingår i släktet Strossmayeria och familjen Helotiaceae.   Inga underarter finns listade i Catalogue of Life.